# Pont-en-Royans

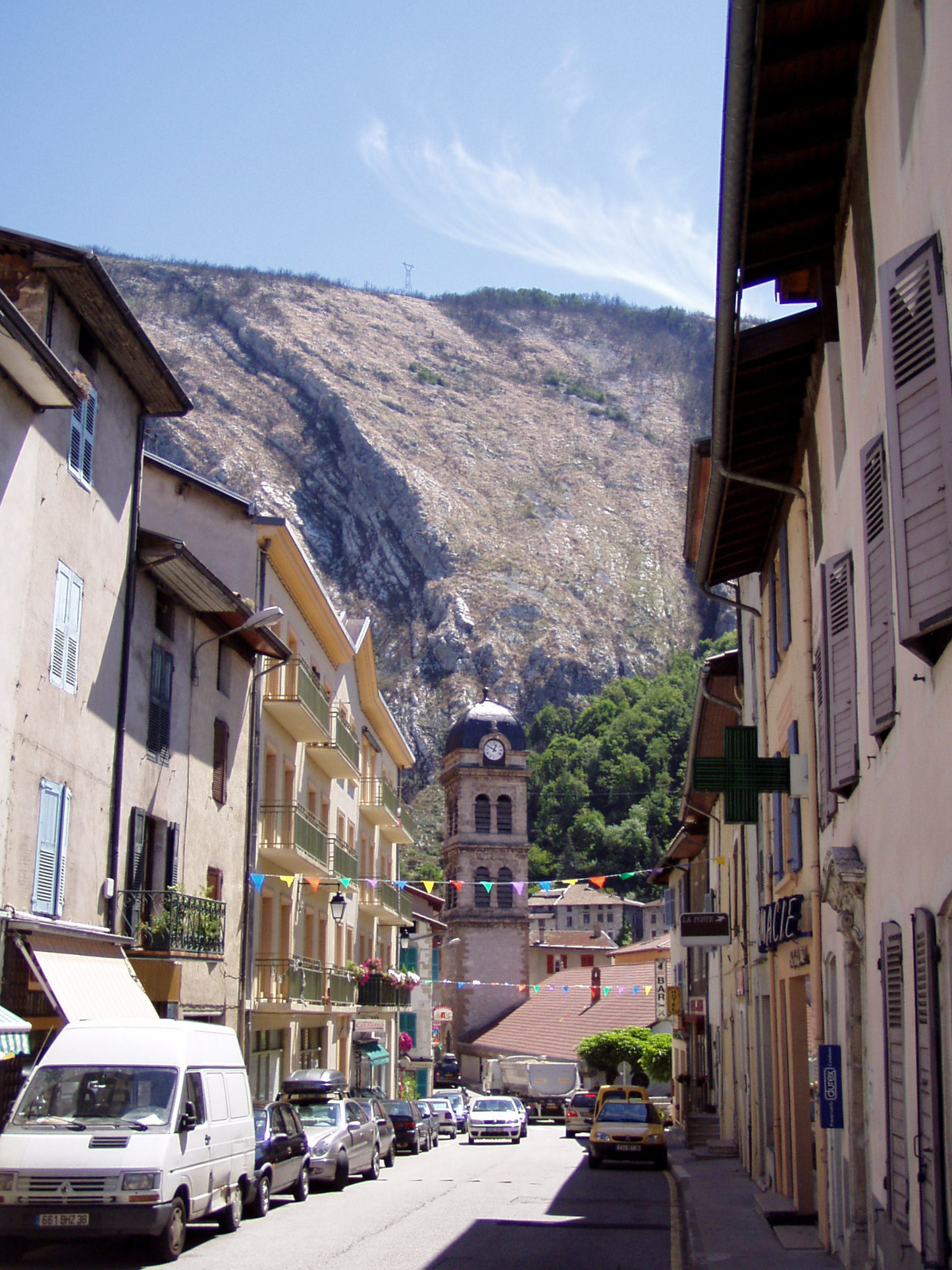
Pont-en-Royans

Pont-en-Royans – miejscowość i gmina we Francji, w regionie Owernia-Rodan-Alpy, w departamencie Isère.
Według danych na rok 1990 gminę zamieszkiwało 879 osób, a gęstość zaludnienia wynosiła 303 osób/km² (wśród 2880 gmin regionu Rodan-Alpy Pont-en-Royans plasuje się na 849. miejscu pod względem liczby ludności, natomiast pod względem powierzchni na miejscu 1654.).